# Gradišče pri Raki
Gradišče pri Raki je naselje v Občini Krško.